# سوگل طهماسبی
سوگل طهماسبی (زادهٔ ۲۵ بهمن ۱۳۶۴) بازیگر ایرانی تئاتر، سینما و تلویزیون است.
بازیگر ایرانی تئاتر، سینما و تلویزیون است. وی متولد اهواز و دارای فوق‌دیپلم گرافیک است. در سال اول دبیرستان وی موفق به دریافت جایزه از جشنوارهٔ تئاتر استان می‌شود. ↵داور جشنواره مریم معترف بود و کیانوش عیاری نیز در این جشنواره حضور داشت که سوگل طهماسبی برای بازی در سریال روزگار قریب، به‌عنوان نخستین تجربهٔ حرفه‌ایِ بازیگری‌اش، انتخاب می‌شود.
وی همچنین در ششمین جشنواره مردمی فیلم عمار، بخاطر حضور در فیلم هنگامه موفق به کسب دیپلم افتخار بازیگری شد.

## نمایش‌ها
- ۱۳۹۸ - بچه گرگ‌های دره سیب (فریدون نجفی)
- ۱۳۹۵ - چهل کچل
- ۱۳۹۰ - چارسو (فرهاد نجفی)
- ۱۳۹۰ - بزرگ‌مرد کوچک (صادق دقیقی)

## مجموعه تلویزیونی
| سال  | مجموعه تلویزیونی                   | کارگردان                                   | توضیحات                  |
| ---- | ---------------------------------- | ------------------------------------------ | ------------------------ |
| ۱۳۸۳ | مروارید سرخ                        | مسعود رسام - شاپور قریب                    | شبکه تهران               |
| ۱۳۸۵ | وفا                                | محمدحسین لطیفی                             | شبکه ۳ پخش در ایام نوروز |
| ۱۳۸۶ | روزگار قریب                        | کیانوش عیاری                               | شبکه ۳                   |
| ۱۳۸۷ | یوسف پیامبر                        | فرج‌الله سلحشور                             | شبکه ۱                   |
| ۱۳۸۷ | مثل هیچ‌کس                          | عبدالحسن برزیده                            | شبکه ۲ پخش در ماه رمضان  |
| ۱۳۸۸ | خانه بی‌پرنده                       | کاظم معصومی                                | شبکه تهران               |
| ۱۳۸۹ | فاصله‌ها                            | حسین سهیلی‌زاده                             | شبکه ۳                   |
| ۱۳۹۲ | ستاره حیات                         | جواد ارشاد                                 | شبکه ۳                   |
| ۱۳۹۲ | مهرآباد                            | فرید سجادی حسینی                           | شبکه تهران               |
| ۱۳۹۳ | نیلی‌تر از مهتاب                    | سید محسن یوسفی                             | شبکه ۳                   |
| ۱۳۹۴ | کیمیا                              | جواد افشار                                 | شبکه ۲                   |
| ۱۳۹۵ | برادر                              | جواد افشار                                 | شبکه ۲ پخش در ماه رمضان  |
| ۱۳۹۵ | گشت ویژه                           | مهدی رحمانی                                | شبکه ۱                   |
| ۱۳۹۷ | بچه مهندس                          | علی غفاری                                  | شبکه ۲ پخش در ماه رمضان  |
| ۱۳۹۷ | بچه مهندس (فصل دوم)                | علی غفاری                                  | شبکه ۲                   |
| ۱۳۹۸ | دنگ و فنگ روزگار                   | جواد مزدآبادی                              | شبکه ۱                   |
| ۱۳۹۸ | گاندو                              | جواد افشار                                 | شبکه ۳                   |
| ۱۳۹۸ | سلام آقای مدیر                     | علیرضا توانا                               | شبکه ۲                   |
| ۱۳۹۸ | سرگذشت (مجموعه تلویزیونی)          | سید جمال سید حاتمی                         | شبکه ۱                   |
| ۱۳۹۹ | نجلا                               | خیرالله تقیانی پور                         | شبکه ۳                   |
| ۱۳۹۹ | آرمیتا                             | محمدحسین امانی                             | شبکه آیو                 |
| ۱۳۹۹ | خانه امن                           | احمد معظمی                                 | شبکه ۱                   |
| ۱۳۹۹ | بیگانه‌ای با من است (فصل اول و دوم) | احمد امینی (فصل اول) آرش معیریان (فصل دوم) | شبکه ۲                   |
| ۱۴۰۰ | گاندو ۲                            | جواد افشار                                 | شبکه ۳                   |
| ۱۴۰۱ | نجلا ۲                             | خیرالله تقیانی‌پور                          | شبکه ۳                   |
| ۱۴۰۲ | بازپرس                             | احمد معظمی                                 | شبکه ۱                   |
| ۱۴۰۲ | حبیب                               | احمد کاوری                                 | شبکه ۲                   |
| ۱۴۰۲ | عشق کوفی                           | حسن آخوندپور                               | شبکه ۳                   |
| ۱۴۰۳ | فریبا                              | محمود معظمی                                | شبکه ۳                   |